# Limnophila emmelina
Limnophila emmelina là một loài ruồi trong họ Limoniidae. Chúng phân bố ở miền Tân bắc.